# Bell 427
Bell 427 je dvomotorni lahki večnamenski helikopter. Zasnovan je na podlagi Bell-a 407. Helikopter sta skupaj razvila ameriški Bell Helicopter in južnokorejski Samsung Aerospace Industries. Na podlagi 407 so zgradili podaljšanega naslednika Bell 429.

## Specifikacije (Bell 427)
Podatki iz Bell Helicopter, International Directory of Civil Aircraft, Aerospace-Technology
Splošne karakteristike
- Posadka: 2 pilota
- Število sedežev: 7 potnikov
- Dolžina: 37 ft 6 in (11,42 m)
- Premer rotorja: 37 ft 0 in (11,28 m)
- Višina: 10 ft 6 in (3,20 m)
- Površina rotorjev: 1075 ft² (99,9 m²)
- Teža praznega letala: 3881 lb (1760 kg)
- Uporaben tovor: 2960 lb (1340 kg)
- Maks. vzletna teža: 6550 lb (2970 kg)
- Pogon letala: 2 ×  turbogredni Pratt & Whitney Canada PW207D, 710 KM (529 kW)  vsak

 Zmogljivost 
- Maks. hitrost: 140 vozlov (161 mph, 259 km/h)
- Potovalna hitrost: 138vozlov (159 mph, 256 km/h)
- Doseg: 394 nmi (453 mi, 730 km)
- Višina leta: 10000 ft (3048 m)
- Hitrost vzpenjanja: 2000 ft/min (10,16 m/s)